# Cuisnahuat
Cuisnahuat (en idioma náhuat: Kwisnawat) es un distrito localizado en el departamento de Sonsonate, El Salvador. De acuerdo al censo oficial de 2024, tiene una población de 12 421 habitantes.
| Censo | Población | Cambio | Porcentaje |
| ----- | --------- | ------ | ---------- |
| 2007  | 12 676    | N/D    | N/D        |
| 2024  | 12 421    | -255   | -2.0%      |

## Historia
El pueblo fue fundado por los pobladores de Tonalá, un asentamiento pipil del área. A finales del siglo XVI, de acuerdo al cronista Francisco Antonio de Fuentes y Guzmán, hizo presencia en tal vecindad porteña el corsario Francis Drake, de quien surgió la leyenda que procreó un hijo en el lugar. Los hechos revelaron que fue Thomas Cavendish, y no Drake, el que probablemente desembarcó para abastecerse de agua y víveres.
En ese tiempo la localidad era conocida también como puerto Mizata. Tonalá fue destruida a finales del siglo XVII por una inundación del río Grande de Sonsonate. A raíz de este acontecimiento, se fundó el poblado de Cuisnahuat a inicios del siglo XVIII. 
De acuerdo a la relación geográfica hecha en 1740 por el alcalde mayor de San Salvador, Manuel de Gálvez Corral, el pueblo de San Lucas Quixnagua tenía una población de 30 indios tributarios; sus actividades económicas eran el cultivo de maíz, algodón, bálsamo y cacao y la crianza de gallinas. En 1770 formó parte del curato de Guaymoco (actual Armenia).

### Pos-independencia
En 1824 del departamento de San Salvador. En 1836 se anexó al distrito de Izalco. Para el año de 1859 tenía 750 habitantes, y la ocupación principal era el cultivo y explotación del bálsamo.

## Información general
La extensión del distrito es de 73,03 km² y la cabecera tiene una altitud de 410 m s. n. m. En la zona se localizan cinco cantones. El topónimo Huitznahuac o Huiznahuit significa «Junto al Espinal» o también «Cuatro Espinos». Las fiestas patronales se celebran del 27 al 30 de noviembre en honor de San Lucas Evangelista; otras celebraciones son las de San Isidro Labrador (15 de mayo) y Virgen de Concepción (8 de diciembre). 
En este lugar se celebra la Festividad de los Cumpas, donde los lugareños de esta localidad, junto a los de Jayaque y Tepecoyo, hacen visitas recíprocas a los poblados. En julio (época lluviosa) la procesión se realiza de Cuisnahuat a Tepecoyo y luego a Jayaque, y en noviembre (época seca) estos últimos devuelven la visita. Ambos transportan sus respectivos santos patronos.
Cuisnahuat es uno de los últimos lugares donde se habla el idioma Náhuat . Según datos de la Secretaría de Asuntos Indígenas (CONCULTURA) de 1996 aún hay unos 100 hablantes nativos en todo el país, entre ellos 35 en Santo Domingo de Guzmán y 15 en Cuisnahuat. Debido a las iniciativas de comunidades y organizaciones indígenas como la Asociación Coordinadora de Comunidades Indígenas de El Salvador (ACCIES) y la Universidad Don Bosco en San Salvador, en una escuela de Cuisnahuat ahora se enseña Nahuat como segunda lengua.

## Áreas naturales protegidas
El distrito cuenta con el Área Natural Protegida (ANP) El Balsamar, la cual es compartida con el municipio de San Julián, esta área cuenta con una extensión de 48,66 hectáreas (69,62 manzanas) ubicada en entre los cantones El Balsamar (Cuisnahuat) y Palo Verde (San Julián). Esta área se encuentra próxima a las Áreas Naturales Protegidas Complejo Los Farallones (San Julián-Caluco) y Plan de Amayo (Caluco), las cuales al igual que el ANP El Balsamar se encuentran inmersas en la zona norte del Área de Conservación Los Cóbanos.